# Красноярское (Сумская область)
Красноярское (укр. Красноярське) — село,
Очкинский сельский совет,
Середино-Будский район,
Сумская область,
Украина.
Код КОАТУУ — 5924484403. Население по переписи 2001 года составляло 17 человек .

## Географическое положение
Село Красноярское находится в 2-х км от левого берега реки Десна,
ниже по течению на расстоянии в 1,5 км расположено село Очкино.
Река в этом месте извилистая, образует лиманы, старицы и заболоченные озёра.